# Eclipse solar de 6 de janeiro de 2019

Esquema animado mostrando as áreas atingidas pelo eclipse

O eclipse solar de 6 de janeiro de 2019 foi um eclipse parcial visível no nordeste da Ásia e no norte do Oceano Pacífico. Foi o eclipse número 58 na série Saros 122 e teve magnitude 0,7147.